# Stadtkirche Vegesack
Die Stadtkirche Vegesack ist das Gotteshaus und Gemeindezentrum der Vereinigten Evangelisch-Protestantischen Kirchengemeinde zu Bremen-Vegesack im Bremer Stadtteil Vegesack.
Die Kirche steht seit 1973 unter Denkmalschutz.

## Geschichte
Mit dem Reichsdeputationshauptschluss von 1803 kam die Ortschaft Vegesack zu Bremen. Gleichzeitig entstand bei der Bevölkerung der Wunsch nach einer eigenen Kirche, doch die französische Okkupation verhinderte diese Pläne. 1812, kurz nach der Befreiung, hatte der langsam wachsende Hafenort 1.379 Einwohner, die kirchlich entweder nach Blumenthal (reformiert) oder Lesum (lutherisch) eingepfarrt waren und lange Wege zu ihren Kirchen zurückzulegen hatten. 1815 wurde Dr. jur. August Christian Wilmanns zum ersten Vegesacker Amtmann ernannt. Er initiierte die Gründung der Vereinigten Evangelisch-protestantischen Kirchengemeinde zu Bremen-Vegesack. Anlässlich des 300. Jahrestages der Reformation am 31. Oktober 1817 schlossen sich nach preußischem Vorbild die Vegesacker Anhänger der lutherischen und der reformierten Glaubensrichtung zu einer unierten Kirchengemeinde zusammen. Auch der Bau einer eigenen Kirche für Vegesack wurde von Wilmanns initiiert. Die Baukosten wurden vollständig durch Spenden aus dem Ort (3000 Thaler), der Stadt Bremen (12.000 Thaler) und von Auswärts aufgebracht, der Grundstein am 13. Juni 1819 von Wilmanns und dem Pfarrer von St. Ansgarii Johann Heinrich Bernhard Dräseke (Dräsecke) gelegt.

### Bauwerk
Die Stadtkirche Vegesack wurde als klassizistischer, querrechteckiger Saalbau mit einem Dachreiter nach dem Vorbild der 1679/82 errichteten St.-Pauli-Kirche in der Bremer Neustadt von 1819 bis 1821 nach den Plänen der Bremer Baumeister Friedrich Wendt (1780–1832) und Gerhard Tölken (1785–1860) erbaut. Die Kirche war mit ihren rund 500 Plätzen für die schnell wachsende Gemeinde bald zu klein, zumal 1824 das Dorf Lesumbrok im Werderland eingepfarrt wurde.
Nach Plänen des Bremer Architekten Jacob Ephraim Polzin und baulicher Mitwirkung des Vegesacker Baumeisters Johann Friedrich Kimm (1792–1867) wurde das Kirchenschiff 1832 nach Westen und Osten jeweils um jeweils zwei Fensterachsen erweitert und bot nunmehr Platz für 800 Personen. Gleichzeitig wurde ein schlanker fünfgeschossiger Turm im Westen der Kirche angebaut, auf dem sich 1847 bis 1851 die Station eines optischen Telegrafen befand. Die rot/gelbe Vorhallenfassade markieren vier Pilastern mit ionischen Kapitellen, über denen sich der Giebel befindet mit dem Spruch „Ein Gott – Ein Christus – Eine Gemeinde“. An der Rückseite entstand ein entsprechender Sakristeianbau.
Das walmgedeckte quergelagerte Kirchenschiff hat beidseitig je zwei mal drei Fensteröffnungen, eingelassen in hohen Rundbogennischen. Nach Plänen des Bremer Architekten Frank Püffel wurde 2009 der Dachboden der Kirche zum Gemeindezentrum „Oberdeck“ ausgebaut, seither befinden sich im Dach zehn rundbögige Gauben. Der Treppenanbau im Osten korrespondiert mit dem westlichen Turmanbau und wurde beim letzten Ausbau leicht erhöht.
Püffel Architekten wurde für den Umbau eine Anerkennung im Rahmen des Bremer Denkmalpflegepreises 2010 ausgesprochen.

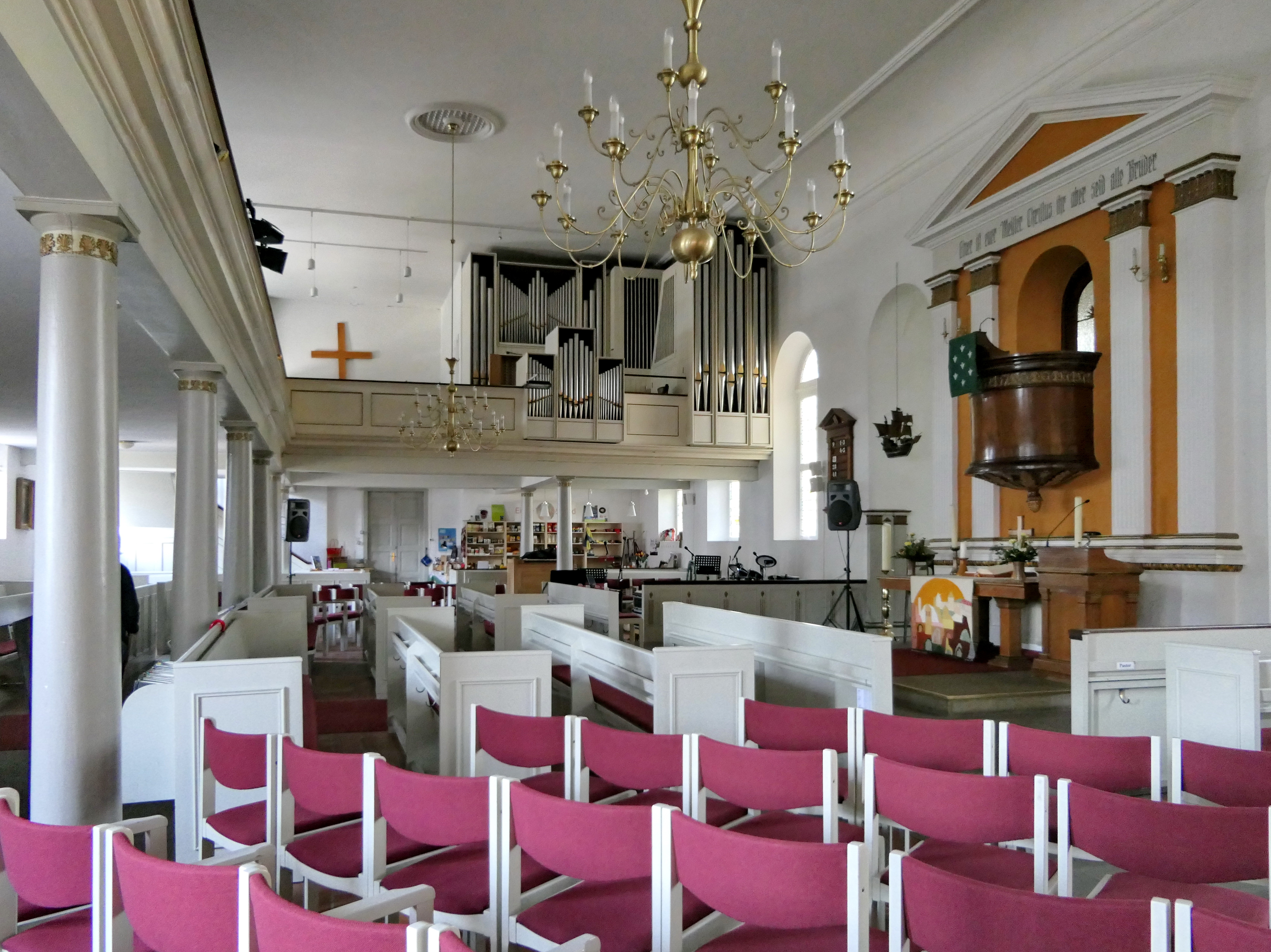
Innenansicht der Stadtkirche Vegesack, 2018

### Innen
Im Inneren der Stadtkirche Vegesack befinden sich an drei Seiten die breiten, umlaufenden Emporen. Gegenüber dem Eingang ist der Kanzelaltar, in bewusster Angleichung an die Vorhalle, auch in der Form eines Tempels, geschmückt mit dem Apostelspruch „Einer ist Euer Meister, Christus, Ihr aber seid alle Brüder“ (Matthäus 23,8). Sehenswert ist die Kanzel aus Mahagoni und zwei Monumentalgemälde: Kreuzigung Christi, um 1825 gemalt von Henriette Amy geb. Kuerpenning (1798–1852) nach Peter Paul Rubens, und Kreuzabnahme Christi, 1823 gemalt von Joseph Sutter nach Raffael. Neben der Kanzel hängt als Votivgabe ein Modell des Braker Vollschiffs Theodore (Seemannsarbeit um 1890). Ferner die Porträts der Pastoren Christoph Hermann Gottfried Hasenkamp (1835 von B.D. Funke), Heinrich Friedrich Iken (1854 von Addig Jaburg) und Heinrich Albrecht Zedler (1893 von Oltmann Jaburg), sowie das unsignierte Porträt des Amtmanns und Förderers der Kirchengemeinde August Christian Wilmanns. Die sechs Glasfenster auf der Nordseite des Kirchenraumes und zwei im Raum hinter der Kanzel mit den Motiven der vier Apostel wurden 1903/04 vom Glasmaler Georg Karl Rohde aus Oldenburg geschaffen. Die jetzige Orgel von 1967 stammt aus der Werkstatt von Alfred Führer, Wilhelmshaven. Sie hatte drei Vorgängerinnen.

### Außen
Der die Kirche umgebende Friedhof wurde 1876 geschlossen und 1906 zu einer öffentlichen Parkanlage umgestaltet, in der sich neben einem 1925 errichteten Kriegsgefallenenehrenmal einzelne klassizistische Grabmäler befinden, darunter die des Botanikers Dr. med. Albrecht Wilhelm Roth, des Amtmanns August Christian Wilmanns oder des Schiffbauers Jürgen Sager. Ein Stein trägt den Spruch: „Ihr wandelt über / Gräbern / im Sonnenlicht./ Ehrt diese Stätte,/ schändet sie nicht./ 1821–1907.“ Der jetzige Friedhof Vegesack der Gemeinde befindet sich im Ortsteil Fähr-Lobbendorf an der Lindenstraße 93.

### Erreichbarkeit
Die Stadtkirche Vegesack ist mit den Buslinien 87, 90 bis 92, 94, 95, 98, 99 und 677 der Bremer Straßenbahn AG erreichbar. Nächstgelegene Haltestellen sind Gerhard-Rohlfs-Straße, Aumunder Kirche und Gustav-Heinemann-Bürgerhaus.

## Orgel
Die 1967 von Alfred Führer erbaute Orgel verfügt über insgesamt 40 Register, verteilt auf Hauptwerk, Schwellwerk, Rückpositiv und Pedal.